# Hugh Leslie Marriott
Hugh Leslie Marriott, britanski general, * 1900, † 1983.